# Ancita albescens
Ancita albescens là một loài bọ cánh cứng trong họ Cerambycidae.